# Thecostraca
Thecostraca é uma subclasse de invertebrados marinhos que contém cerca de 1320 espécies. Muitas das espécies possuem larvas planctónicas, que depois se tornam sésseis ou parasitas quando adultas.
O grupo mais importante é constituído pelas cracas, na infraclasse Cirripedia, composta por cerca de 1220 espécies.
O subgroupo Facetotecta contém um único género, Hansenocaris, conhecido pelas suas pequenas larvas plactónicas nauplius, que não apresentam forma adulto e julga-se serem parasitas. A sua afinidade é incerta: alguns cientistas crêem que possam ser estágios larvares de membros da subclasse Tantulocarida.
O subgrupo Ascothoracida contém cerca de cem espécies, todos parasitas de celenterados e equinodermes

## Classificação
Este artigo segue a classificação de Martin & Davis, colocando Thecostraca como subclasse de Maxillopoda:
Subclasse Thecostraca Gruvel, 1905
- Infraclasse Facetotecta Grygier, 1985
- Infraclasse Ascothoracida Lacaze-Duthiers, 1880
  -     - Ordem Laurida Grygier, 1987
    - Ordem Dendrogastrida Grygier, 1987
- Infraclasse Cirripedia Burmeister, 1834
  - Superordem Acrothoracica Gruvel, 1905
    - Ordem Pygophora Berndt, 1907
    - Ordem Apygophora Berndt, 1907

  - Superordem Rhizocephala Müller, 1862
    - Ordem Kentrogonida Delage, 1884
    - Ordem Akentrogonida Häfele, 1911

  - Superordem Thoracica Darwin, 1854
    - Ordem Pedunculata Lamarck, 1818
    - Ordem Sessilia Lamarck, 1818